# Køge BK
Der Køge Boldklub war ein dänischer Fußballverein aus Køge. 
Der Verein wurde am 1. Oktober 1927 gegründet. Zwischen 1940 und 2003 gehörte der Verein insgesamt 34 Spielzeiten der höchsten dänischen Liga an.
Zum 1. Juli 2009 fusionierte der Klub mit Herfølge BK zum HB Køge.

## Sportliche Erfolge

### Meisterschaft
Größte Erfolge waren der Gewinn der dänischen Meisterschaft 1954 und 1975 sowie die Vizemeisterschaft 1952.

### Pokal
Køge BK erreichte zweimal das nationale Pokalfinale. Dort unterlag die Mannschaft 1963 (1:2 gegen B 1913 Odense) und 1979 (0:1 gegen B 1903 Kopenhagen) jeweils knapp.

### Europapokal
| Saison  | Wettbewerb                    | Runde    | Gegner            | Gesamt | Hin     | Rück    |
| ------- | ----------------------------- | -------- | ----------------- | ------ | ------- | ------- |
| 1976/77 | Europapokal der Landesmeister | 1. Runde | FC Bayern München | 1:7    | 0:5 (A) | 1:2 (H) |

Gesamtbilanz: 2 Spiele, 2 Niederlagen, 1:7 Tore (Tordifferenz −6)